# Sergio Piacentini
Sergio Piacentini (Piombino, 21 luglio 1920 – Roma, aprile 1990) è stato un calciatore e allenatore di calcio italiano, di ruolo terzino destro.
È scomparso nel 1990 all'età di 69 anni.

## Carriera
Cresciuto nelle giovanili granata del Torino, ha conquistato due scudetti col Grande Torino nelle annate 1942-1943 (in cui realizza una rete nel Derby della Mole del 31 gennaio 1943) e 1945-1946, e un'edizione della Coppa Italia.
Ceduto nel 1946 alla Sampdoria, passa l'annata successiva alla Lazio, con cui disputa altri tre campionati di massima serie. Chiude la sua carriera vestendo la maglia del Chinotto Neri di Roma.
In carriera ha totalizzato complessivamente 211 presenze e 7 reti nella Serie A a girone unico. Nel 1942 ha disputato un incontro con la Nazionale Under-21 contro i pari età dell'Ungheria.

## Palmarès

### Club

#### Competizioni nazionali
- Campionato italiano: 2

Torino: 1942-1943, 1945-1946
- Coppa Italia: 1

Torino: 1942-1943